# Eparchie Emdeber
Die Eparchie Emdeber (lateinisch Eparchia Emdeberensis) ist ein Bistum der äthiopisch-katholischen Kirche, welche mit der römisch-katholischen Kirche uniert ist. Es wurde von Papst Johannes Paul II. am 25. November 2003 errichtet und dem Erzbischof von Addis Abeba als Suffraganbistum unterstellt. Das Gebiet der Eparchie wurde aus Erzbistum Addis Abeba ausgegliedert. Zum Zeitpunkt seiner Gründung zählte die Eparchie 18.476 Gläubige in 14 Pfarreien mit 16 Diözesanpriestern und 6 Ordenspriestern.
Sitz der Organisation ist Endibir, Region der südlichen Nationen, Nationalitäten und Völker, Äthiopien.